# Saudade
Ne doit pas être confondu avec Saudade (Sao Tomé-et-Principe).

Saudade (1899) par José Ferraz de Almeida Júnior.

Saudade [sawdad][réf. nécessaire] (en portugais : [sɐwˈðaðɨ] ; en portugais brésilien [sawˈdadi] ou [sawˈdadʒi]) est un mot portugais, du latin solitas, atis, qui exprime un sentiment complexe où se mêlent mélancolie, nostalgie et espoir.
Saudade est considéré comme un mot portugais difficile à traduire, au point que la création d'un néologisme français a même été envisagée.
Le dictionnaire français Larousse le définit comme « sentiment de délicieuse nostalgie, désir d'ailleurs » il n'y a pas de terme correspondant en français à l'ensemble des acceptions de Saudade, toutefois « langueur » en est une  acceptable approximation.

## Présentation
La saudade est une « tension entre contraires » : d'une part le sentiment d'un manque, d'autre part l'espoir et le désir de retrouver ce qui nous manque. L'objet du manque peut être un passé heureux, une personne ou encore un lieu. Lors des conquêtes portugaises en Afrique, la saudade exprimait notamment le désir des colons de retrouver leur pays.
Ce sentiment met en jeu une certaine relation au temps : c’est une manière « d’être présent dans le passé, ou d’être passé dans le présent ».

## Célébration
Au Brésil, le jour de saudade est officiellement célébré le 30 janvier,.

## Citations sur lasaudade
Pour Luís de Camões, la saudade est « un bonheur hors du monde »[réf. souhaitée].
Pour Fernando Pessoa, c'est « la poésie du fado »[réf. souhaitée].
Amália Rodrigues la décrit comme une « épine amère et douce »[réf. souhaitée].
En France, le musicien Pierre Barouh le définit comme un « manque habité ».